# أمين أرناؤوط
أمين أرناؤوط (بالإنجليزية: M. Amin Arnaout) هو عالم وطبيب كلى، اشتهر باكتشافاته في علم الأحياء، وبنية مستقبلات الإنتغرين. وهو بروفيسور في الطب في مدرسة طب هارفرد، وطبيب في مستشفى ماساتشوستس العام (أو MGH اختصاراً).

## أبحاثه
قاد بحث الدكتور أرناؤوط في علم الأحياء وبنية مستقبلات الإنتغرين إلى اكتشافات وترصدات علمية عديدة، كبنية البروتينات ثلاثية الأبعاد. حيث وصف العيوب الوراثية في تلاصق خلايا الدم البيضاء، وذلك في مقالة رئيسية في صحيفة نيو إنجلاند الطبية ، حيث عرّف ووضح الأسس الجزيئية والبيوكيميائية لهذا المرض، والتي أرجعها إلى عيوب في مستقبلات كريات الدم البيضاء لدى عائلة المصاب، وتُعرف هذه المستقبلات اليوم باسم مستقبلات الإنتغرين. كما وضح دور هذه الجزيئات المسؤولة عن التصاق الخلايا في عمل الجهاز المناعي. كما كان أرناؤوط أول من حدد البنية البلورية لمستقبلات الإنتغرين.
كان لدراساته المتعلقة ببنية وجزيئات الإنتغرين دور حاسم جداً في فهم العملية المسؤولة عن نمو الأعضاء، وإدامة بنيانها وتوازنها أو استقرارها الداخلي عند البالغين، بالإضافة إلى فهم كيفية نمو السرطانات والنقيلة (أي انتقال الأمراض)، واستجابة الأعضاء للإصابات الالتهابية أو المناعية الذاتية المزمنة والحادة. فعلى سبيل المثال، عُرف اليوم عمل الإنتغرين في الكلى، وأنها ضرورية جداً للحفاظ على الحائل التشريحي فيها، وذلك كي تمنع خسارة الدم والبروتينات في البول ، وكذلك لمنع ضيق التنفس الذي يصيب مرضى الفشل الكلوي عندما يتعرضون للديال الدموي (أي غسيل الكلى) باستخدام أغشية صنعية (أغشية كوبروفين Cuprophane) . يهدف بحث أرناؤوط الحالي إلى الاستفادة من اكتشافاته في علم أحياء وبنية الإنتغرين لتطوير عقاقير جديدة وآمنة لمعالجة الأمراض الالتهابية والتخثرية والتليفية والمناعية الذاتية والسرطانات 
وُصف بحثه حول التصاق (ارتباط) الخلايا والإنتغرين بأنه “إحدى النتائج المذهلة التي ستغير شكل هذا المجال العلمي” [15] وأنه “يسمح لهذا المجال بالتقدم خطوة هائلة بشكل تبعي”.